# Jo Mielziner
Jo Mielziner (París, 19 de marzo de 1901-Nueva York, 15 de marzo de 1976) fue un diseñador escénico, de vestuario e iluminación, nacido en París. Era considerado como uno de los diseñadores de teatro más influyentes del siglo XX, llegando a diseñar el escenario y la iluminación de más de 200 producciones, muchas de las cuales se convirtieron en clásicos americanos.
El debut de Mielziner en Broadway fue en 1924 con la obra The Guardsman, para la cual diseñó el escenario y la iluminación. Sus créditos en Broadway incluyen las producciones originales de Another Part of the Forest, Winterset, Dodsworth, Strange Interlude, Carousel, South Pacific, Guys and Dolls, El rey y yo, Un tranvía llamado Deseo, La muerte de un viajante, La gata sobre el tejado de zinc, Gypsy y The Prime of Miss Jean Brodie, así como la película Picnic y el ballet Who Cares?.
Durante la Segunda Guerra Mundial, Mielziner trabajó como un especialista en camuflaje para la Fuerza Aérea de los Estados Unidos.
En el curso de su carrera, Mielziner ganó cinco Premios Tony y el Drama Desk Award para mejor diseño de escenario. Su influencia se extendió fuera del teatro. Era conocido del artista estadounidense Edward Hopper, de quien se dice modeló para su famosa pintura Early Sunday Morning después de que Mielziner hiciera el escenario para la obra de Elmer Rice, Street Scene, producida en 1929.
Mielziner diseñó en teatro en la Universidad Wake Forest y codiseñó el Teatro Vivian Beaumont en el Lincoln Center junto con el arquitecto Eero Saarinen. Mielziner residió muchos años en el edificio Dakota y puede ser visto trabajando en su estudio en una toma exterior de la película Rosemary's Baby.

## Premios y distinciones
Premios Óscar
| Año  | Categoría                       | Película | Resultado |
| ---- | ------------------------------- | -------- | --------- |
| 1956 | Mejor dirección de arte - Color | Picnic   | Ganador   |